# Quinta da Bacalhoa
Pour les articles homonymes, voir Quinta.
La quinta da Bacalhoa est une propriété agricole portugaise située à Vila Fresca de Azeitão, dans la municipalité de Setúbal. Ancienne propriété de la famille royale du Portugal, remontant au XVe siècle, elle est aujourd'hui connue comme un important domaine viticole.

## Historique
En 1427, Jean, fils du roi Jean Ier, fit construire des maisons dans un domaine à Azeitão. En 1528, le domaine passa à Brás de Albuquerque, ministre des Finances et président du Sénat de Lisbonne, qui y fit construire un palais dans le style Renaissance, probablement par Francisco de Arruda.
Dans les années 1960, la Quinta da Bacalhoa fut achetée et restaurée par une Américaine, Ornella Scoville.
Elle appartient depuis 1998 à la fondation créée par l'un des hommes les plus riches du Portugal, José Berardo.
En 1996, le domaine a été désigné comme Monument national par l'Instituto Português do Património Arquitetónico.

### Toponymie
Le nom de Bacalhoa serait une déformation de «Bacalhau» («morue» en portugais), surnom de l'un de ses propriétaires de la fin du XVIe siècle, Jerónimo Manuel. 

## Viticulture
L'activité viticole du domaine remonte à 1922, sous le nom de João Pires & Filhos. Dans les années 1970, un important investissement dans des procédés modernes de production lui a permis de devenir l'un des principaux producteurs de vin de la région.
Le domaine produit des vins rouges, rosés, blancs et du moscatel.